# Квадрокоптер

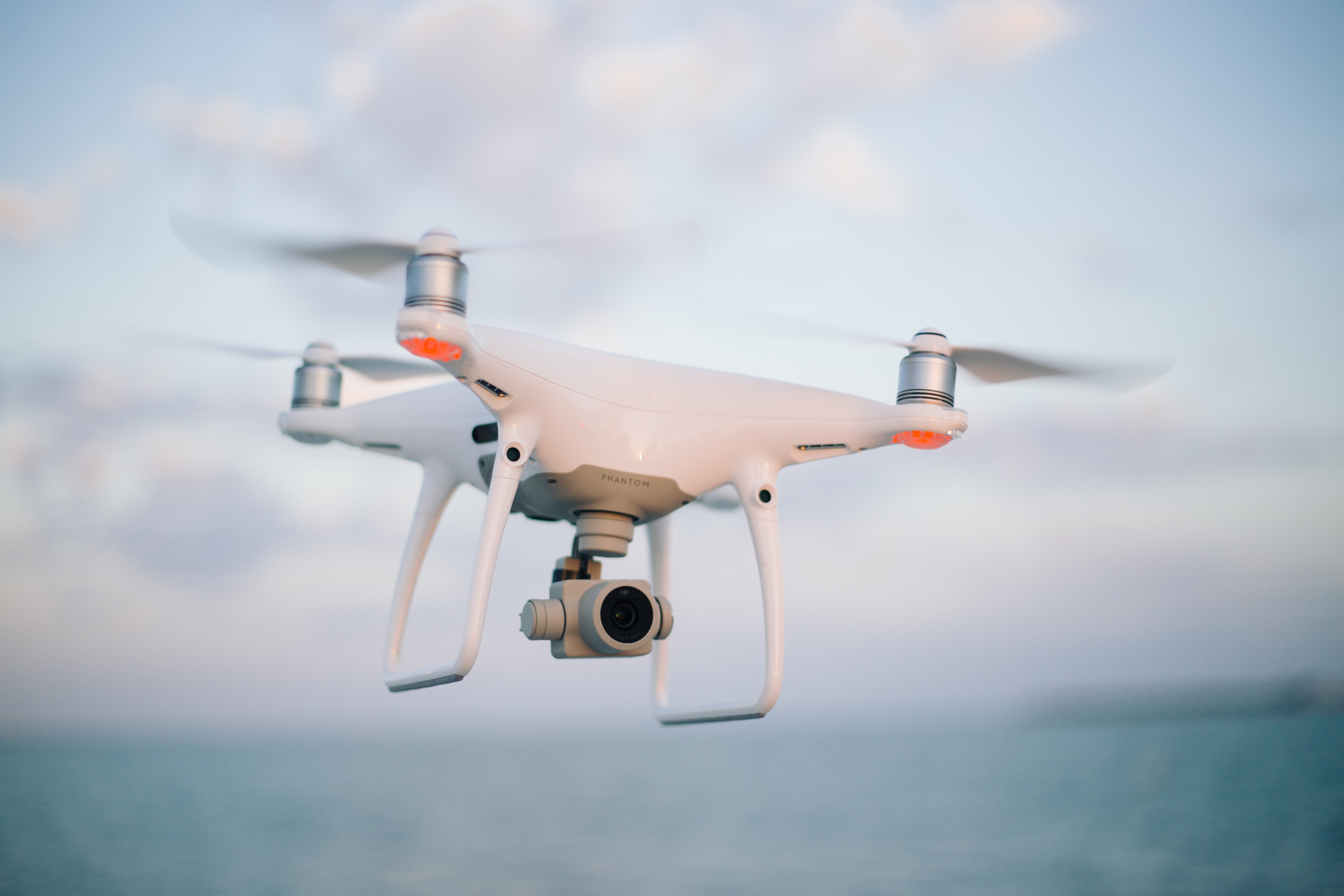
Квадрокоптер DJI Phantom в польоті.

Квадроко́птер або квадро́тор — літальний апарат, різновид вертольота чи мультикоптера з чотирма несними гвинтами.
Невеликі розміри, маневреність і здатність зависати на місці роблять його ефективним для польотів за складним маршрутом.
Хоча квадрокоптери почали розроблятися в 1920-і, а особливо в 1950-ті роки, вони не могли конкурувати зі звичайними вертольотами чи конвертопланами. Поширення квадрокоптерів відбулося тільки з 2000-х років, коли розвиток мікроелектроніки дозволив реалізувати квадрокоптери в формі БПЛА або дронів.
Квадрокоптери мають широкий спектр застосувань від аерофотозйомки до доставки вантажів.

## Дизайн

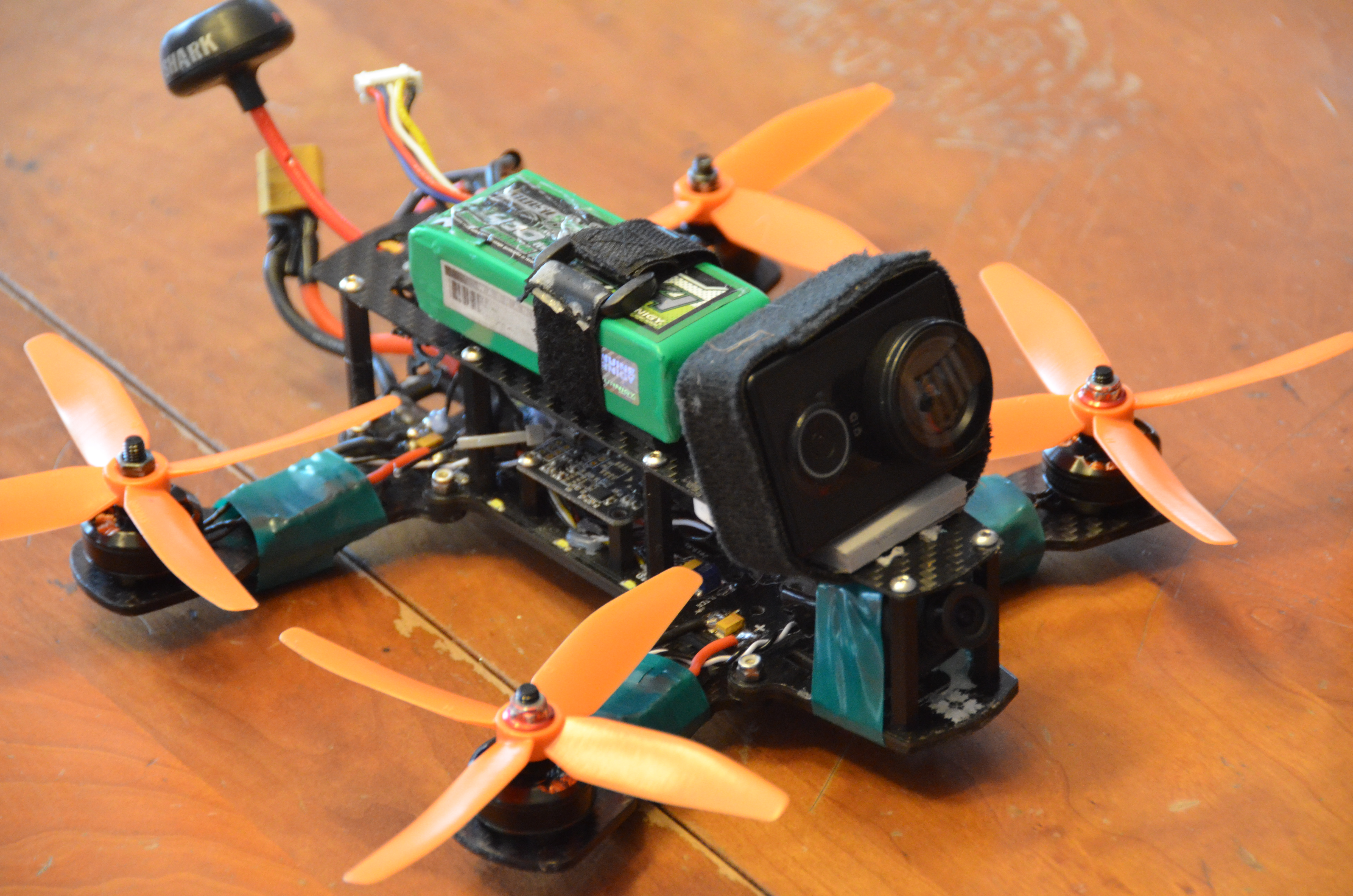
Типовий спортивний квадрокоптер.

Квадрокоптер — це апарат, важчий за повітря, здатний до вертикального зльоту і посадки, який рухається в повітрі чотирма гвинтами, розташованими в одній площині. На відміну від звичайних вертольотів, квадрокоптер може змінювати швидкість обертання кожного гвинта, чим і забезпечується його політ. Два з них обертаються за годинниковою стрілкою, два — проти, що дозволяє не тільки рухати апарат у горизонтальній чи вертикальній площині, а й нахиляти його в різні боки.
Типово квадрокоптери — це невеликі безпілотні апарати. Основною частиною квадрокоптера є рама з чотирма подовженнями, на кінцях яких кріпляться гвинти. Каркас апарата легкий і при цьому жорсткий, у ньому розміщуються акумулятор для живлення електродвигунів постійного струму з гвинтами, плата контролера, різні датчики (гіроскоп, акселерометр, барометр, відеокамера тощо) та сигнальні вогні. Акумулятор зазвичай розташовується в нижній частині апарата задля його стабільності під час польоту. Двигуни розташовані на однаковій відстані від центру.
Людина, що керує безпілотним квадрокоптером за допомогою віддаленого пульта, називається оператором. Зв'язок з оператором відбувається через Bluetooth і/або Wi-Fi. Квадрокоптер може мати автоматизовані системи зльоту/посадки, що не потребують контролю з боку людини. Деякі квадрокоптери також здатні літати цілком автономно.

## Історія

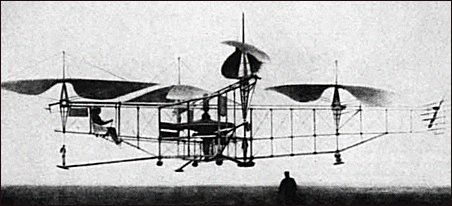
Oehmichen No. 2, 1923—1924 рр.

Перший квадрокоптер розробив у 1920 році французький інженер Етьєн Омніген. Його пілотований апарат під назвою Oehmichen 2 здійснив 1000 успішних польотів і пролетів найдовшу відстань у 360 метрів 1924 року.
Впродовж 1954—1957 років у США розроблялися проєкти квадрокоптерів цивільного та воєнного призначення. В 1956 році американець молдовського походження Георгій Ботезат побудував пілотований квадрокоптер Convertawings Model A, де зміна тяги гвинтів використовувалася, щоб контролювати крен, тангаж і поворот апарата. Конструкція включала два двигуни, що приводили в рух чотири гвинта. Це також був перший квадрокоптер такої конструкції, що продемонстрував успішний політ вперед. Однак, розробку було припинено через відсутність замовлень. Нездійснений проєкт Convertawings Model E пропонував політ дальністю 300 миль і вантажопідйомність у 4,9 т.

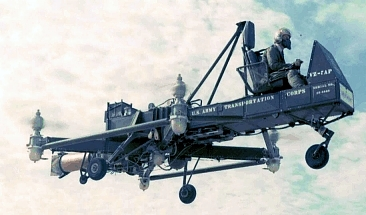
«Літаючий джип» VZ-7

У 1950-х і 1960-х роках розроблялися «літаючі платформи» і пов'язаний з ними «літаючий джип» — одномісний квадрокоптер, призначений для розвідувальних місій, як VZ-6 чи Model 59H AirGeep. Вони були менші за гелікоптери, могли успішно приземлятися на ґрунт і літати серед міської забудови. Проте, одномісність таких апаратів обмежувала дії пілота, який повинен був крім бою/розвідки керувати квадрокоптером. Вони могли мати лише невеликі гвинти та паливні баки і демонстрували погану стабільність у вітряну погоду. Тому більші, але місткіші, вертольоти виявилися перспективнішими.
Широке застосування квадрокоптерів розпочалося тільки в XXI ст. як безпілотних апаратів. Їхня популярність зумовлена потребою в маневрених апаратах та можливістю зависання на місці. Конструкція з чотирма гвинтами дозволяє квадрокоптеру бути відносно простим за конструкцією, але при цьому дуже надійним і маневреними, як жодні інші апарати. На початку 2000-х років квадрокоптери розглядалися передусім як засіб аерофотозйомки для рятувальних місій, боротьби зі злочинністю, зйомки масових заходів.
Приблизно з 2005 по 2010 рік прогрес в електроніці дозволив виробляти дешеві легкі контролери польоту, акселерометри, системи глобального позиціонування та відеокамери. Це забезпечило будівництво малих квадрокоптерів навіть аматорами з доступних деталей, таких як Arduino.

## Застосування

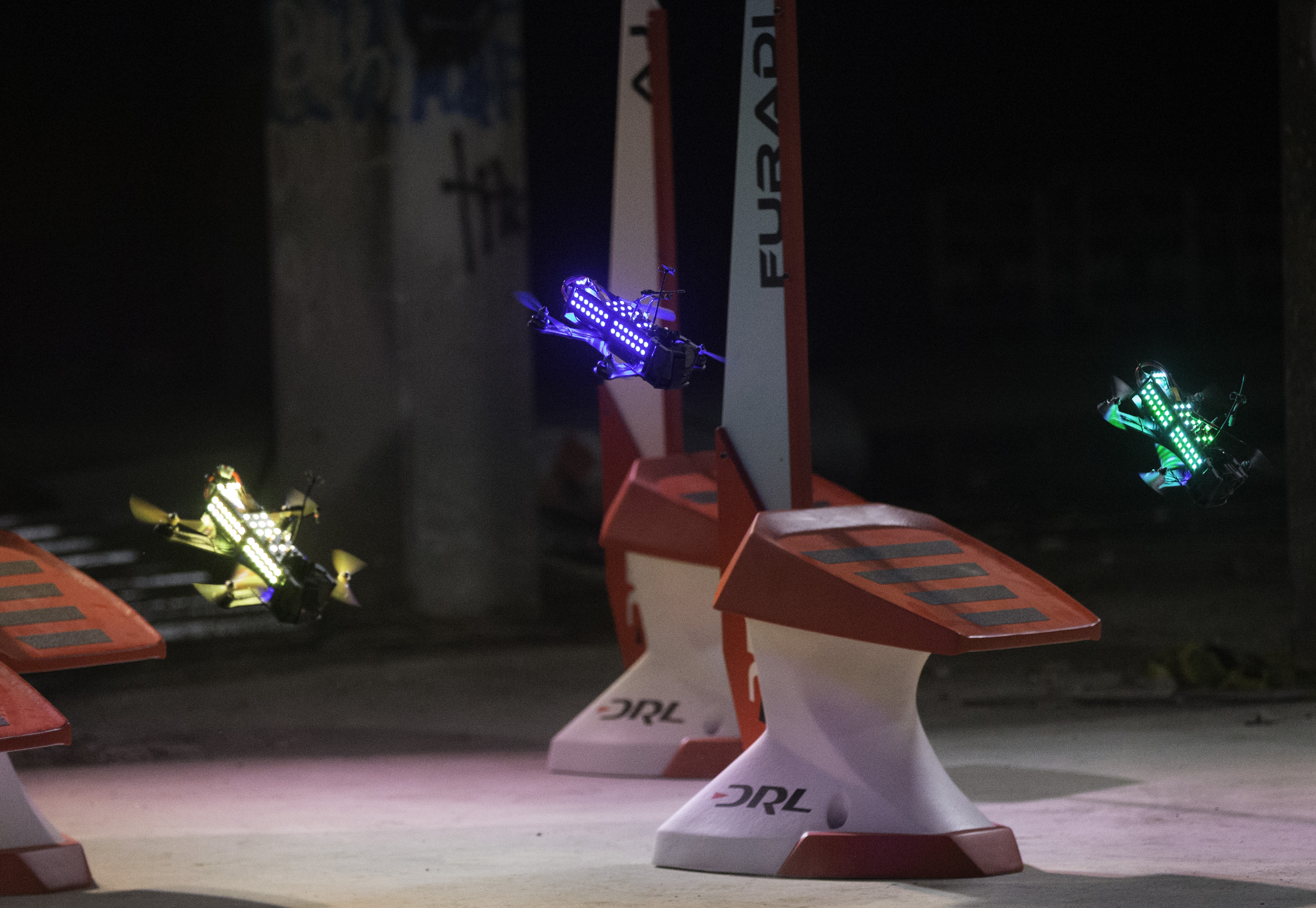
Перегони спортивних квадрокоптерів

Аерозйомка. Завдяки маневреності, квадрокоптери здатні рухатися за складним маршрутом, що робить їх ефективними в моніторингу та відеофіксації різних подій і процесів. За їх допомогою складаються детальні карти рельєфу, відбувається тривимірне моделювання великих об'єктів і територій, аналіз місцевості на важкодоступних або недоступних іншим чином територіях.
Догляд за рослинами. Квадрокоптери використовуються для вибіркового обприскування рослин, доставляючи хімікати, наприклад, до хворих дерев, не зачіпаючи сусідні. За допомогою квадрокоптерів можна висаджувати рослини в ґрунт.
Доставка вантажів. Квадрокоптери ефективні в доставці товарів одразу до місця потреби. Станом на 2023 рік вантажопідйомність квадрокоптерів досягнула 100 кг.
Спорт. Квадрокоптери використовуються для змагань, мета яких полягає в керуванні дроном задля його проведення маршрутом, оминаючи перешкоди.
Війна. Квадрокоптери використовуються для розвідки, оцінки ушкоджень, точного наведення ударів артилерії. В деяких випадках такі дрони можуть використовуватися для ураження цілей, якщо оснащені невеликими боєприпасами або вибухівкою.

## Інтернет-ресурси
- UPenn GRASP Laboratory [Архівовано 2015-04-20 у Wayback Machine.]
- ETH Zurich Research on Quadrotors
- FAA UAS Model Aircraft Operations safety guidelines
- TED Raffaello D'Andrea: The astounding athletic power of quadcopters